# Port lotniczy Cambridge

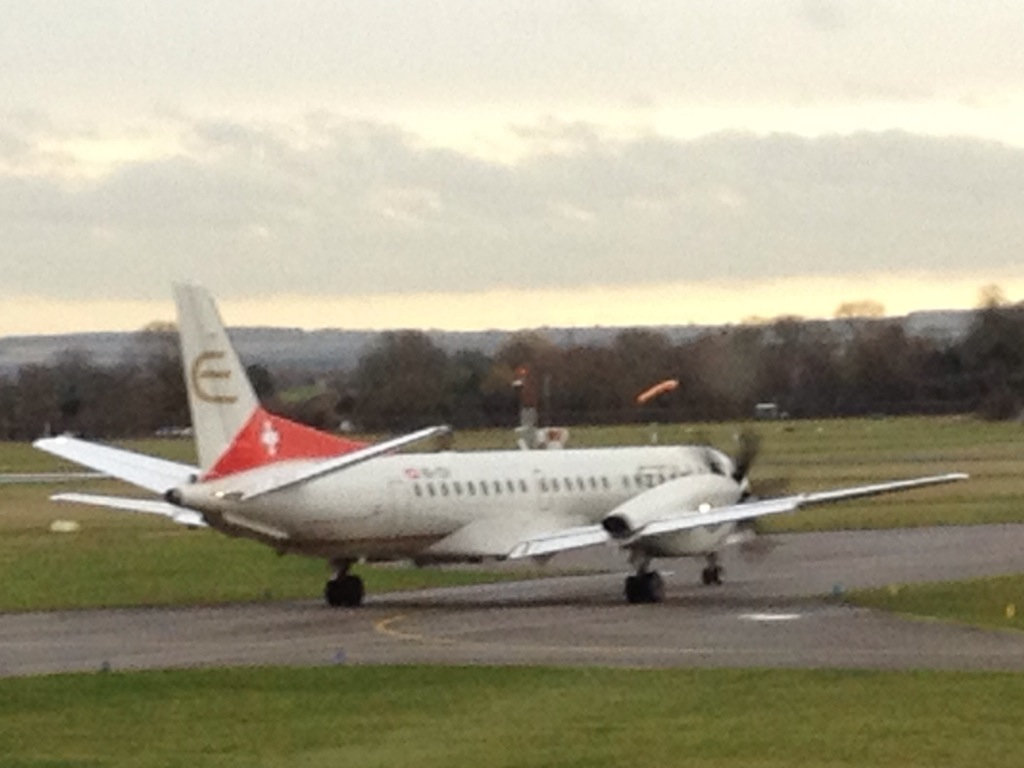
Etihad Regional Saab 2000 na lotnisku w Cambridge

Port lotniczy Cambridge (ang. Cambridge International Airport, IATA: CBG, ICAO: EGSC) – port lotniczy położony w Wielkiej Brytanii w hrabstwie Cambridgeshire. Wcześniejsza nazwa portu Marshall Airport Cambridge. Port jest regionalnym lotniskiem znajdującym się we wschodniej części przedmieścia Cambridge, na południe od Newmarket Road i na zachód od wsi Teversham w odległości około 80 km od Londynu. Lotnisko jest czynne i obsługiwane przez linie lotnicze oraz prywatnych przewoźników. Funkcjonują również Aerokluby.
Otwarcie lotniska nastąpiło w 1938 r. Od 2006 roku wprowadzono loty czarterowe m.in. na Wyspy Normandzkie oraz do Włoch.
w maju 2013 roku zaplanowano regularne loty do Amsterdamu, Paryża, Mediolanu i Genewy liniami lotniczymi Darwin Airlines..
W sezonie letnim odbywają się bezpośrednie połączenia do Jersey (Wyspy Normandzkie), Werony, Naples.

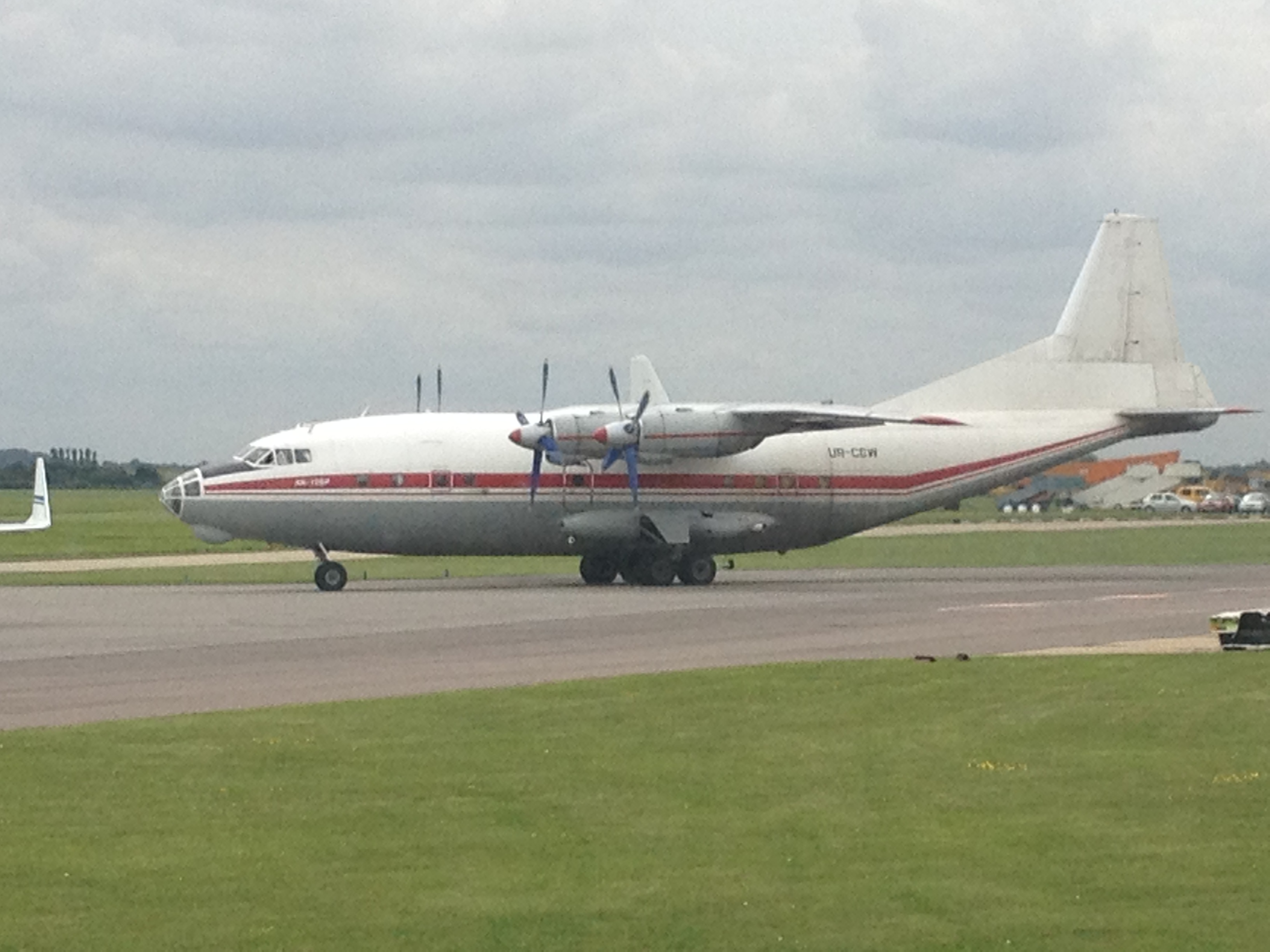
Antonov w porcie Cambridge